# Siyabonga Sangweni
Siyabonga Sangweni (* 29. September 1981 in Empangeni), Spitzname Nsimbi (Eisen) oder auch Nduna (Anführer), ist ein ehemaliger südafrikanischer Fußballspieler. Er galt als unauffälliger, aber sehr zuverlässiger Verteidiger, der seine Defizite in der Schnelligkeit durch sein gutes Stellungsspiel wettmacht.

## Karriere

### Verein
Sangweni wurde in Empangeni, einem Ort in der Nähe der im Osten Südafrikas gelegenen Großstadt Durban geboren. In der Jugend spielte er bei den Royal Chiefs, wo bereits sein Vater und sein Onkel gespielt hatten. Seine Fußballkarriere begann er jedoch beim Uthukela FC in Durban. Dort spielte er bis 2005, bis ihn die Golden Arrows unter Vertrag nahmen. Für den ebenfalls in Durban beheimateten Verein hat der Innenverteidiger über 100 Partien in der ersten Liga Südafrikas bestritten und galt dort als ein Schlüsselspieler. 2011 wechselte er zu Orlando Pirates und beendete dort 2016 seine Karriere.

### Nationalmannschaft
Obwohl Spieler außerhalb der Hauptstadt Johannesburg es schwer haben, für die Nationalmannschaft Südafrikas berücksichtigt zu werden, bekam Siyabonga Sangweni am 26. Mai 2007 erstmals eine Chance in einem Freundschaftsspiel gegen Malawi. Es dauerte aber weitere zwei Jahre bis zu seinem nächsten Match für die „Bafana Bafana“. Erst im Vorfeld der Fußball-Weltmeisterschaft 2010 im eigenen Land kristallisierte er sich in den Vorbereitungsspielen als möglicher Stamminnenverteidiger zusammen mit Matthew Booth oder Bongani Khumalo heraus und wurde folglich in das WM-Aufgebot Südafrikas berufen.